# مونچو آرمنداریس
مونچو آرمنداریس (باسکی: Montxo Armendáriz؛ زادهٔ ۲۷ ژانویهٔ ۱۹۴۹ در نابارا) یک کارگردان و فیلم‌نامه‌نویس اهل اسپانیا است.
فیلم‌های او در جشنواره‌های گوناگون به نمایش درآمده و برندهٔ جوایز گوناگونی شده‌است. برای نمونه، فیلم «نامه‌هایی از آلو»، برندهٔ جایزهٔ «جشنواره فیلم سن‌سباستین» شد و فیلم داستان‌هایی از کرونن، به «جشنواره فیلم کن ۱۹۹۵» راه یافت و فیلم «اسرار دل»، علاوه بر چند جایزه گویا و «جایزهٔ بلو اِنجل» در ۴۷مین دورهٔ جشنواره بین‌المللی فیلم برلین، نامزدِ جایزه اسکار بهترین فیلم خارجی‌زبان در هفتادمین دوره جوایز اسکار بود.
از دیگر فیلم‌های او می‌توان به اوبابا اشاره کرد.